# Монтре
Монтре́ (фр. Montreux, МФА: [mɔ̃.tʁø]) — курортне місто на березі Женевського озера (фр. Lac Léman) на заході Швейцарії, у франкомовному кантоні Во, на так званій «Швейцарській Рив'єрі». Місто знамените багатьма дорогими готелями та краєвидами озера та гір. У 1904 році в Монтре був відкритий люкс-готель «Монтре-Палас» (Montreux Palace), який дотепер залишається одним з найпопулярніших готелів Швейцарської Рив'єри.
1973 року на березі озера був побудований увесь з прозорого скла «Montreux Music & Convention Centre». Будівля розбудовувалася до 1993 року, коли був відкритий концертний зал «Аудиторіум Ігора Стравінського» (1882—1971), композитора українського походження, який через хворобу дружини Катерини Носенко з 1914 оселився у Швейцарії. У цьому залі відбувається фестиваль класичної музики (Festival de musique classique Montreux-Vevey), щорічний міжнародний хоровий фестиваль, численні концерти. Однак особливо він прославився щорічним джазовим фестивалем «Montreux Jazz Festival», який зробив Монтре відомим на цілий світ.

## Географія
Місто розташоване на схід від північного берега Женевського озера, на півдні Швейцарської Рив'єри на відстані близько 70 км на південний захід від Берна, 25 км на південний схід від Лозанни.
Монтре має площу 33,4 км², з яких на 19,2% дозволяється будівництво (житлове та будівництво доріг), 25,3% використовуються в сільськогосподарських цілях, 50,6% зайнято лісами, 5% не є продуктивними (річки, льодовики або гори).
Найнижча точка міста, 371 м над рівнем моря, збігається з рівнем Женевського озера, середня висота 1064 м, найвища точка міста (2025 м) — на хребті Роше-де-Ней (Rochers de Naye, 2042 м). На найвищій точці міста є альтанка, з якої відкривається чудовий краєвид на майже все озеро.

## Демографія
2019 року в місті мешкало 25 984 особи (+5,7% порівняно з 2010 роком), іноземців було 44,2%. Густота населення становила 778 осіб/км².
За віковим діапазоном населення розподілялося таким чином: 19,8% — особи молодші 20 років, 59,9% — особи у віці 20—64 років, 20,3% — особи у віці 65 років та старші. Було 11983 помешкань (у середньому 2 особи в помешканні).
Із загальної кількості 12 749 працюючих 95 було зайнятих в первинному секторі, 1166 — в обробній промисловості, 11 488 — в галузі послуг.

### Клімат
Місто розташоване в зоні, яка характеризується морським кліматом. Найтепліший місяць — липень із середньою температурою 19.3 °C (66.7 °F). Найхолодніший місяць — січень, із середньою температурою 1.5 °С (34.7 °F).
| Клімат Монтре           | Клімат Монтре | Клімат Монтре | Клімат Монтре | Клімат Монтре | Клімат Монтре | Клімат Монтре | Клімат Монтре | Клімат Монтре | Клімат Монтре | Клімат Монтре | Клімат Монтре | Клімат Монтре | Клімат Монтре |
| Показник                | Січ.          | Лют.          | Бер.          | Квіт.         | Трав.         | Черв.         | Лип.          | Серп.         | Вер.          | Жовт.         | Лист.         | Груд.         | Рік           |
| Середній максимум, °C   | 4,5           | 6,2           | 9,6           | 13,9          | 18,2          | 21,8          | 24,9          | 23,9          | 20,5          | 15,2          | 9,3           | 5,5           | 14,5          |
| Середня температура, °C | 1,5           | 2,8           | 5,4           | 9,1           | 13,3          | 16,7          | 19,3          | 18,6          | 15,5          | 10,9          | 5,8           | 2,4           | 10,1          |
| Середній мінімум, °C    | −0,8          | 0,3           | 2,4           | 5,5           | 9,5           | 12,8          | 15,1          | 14,7          | 12            | 8             | 3,3           | 0             | 6,9           |
| Норма опадів, мм        | 90            | 86            | 104           | 109           | 119           | 157           | 130           | 158           | 117           | 104           | 114           | 91            | 1379          |
| Днів з опадами          | 11,6          | 10,6          | 12,4          | 11,9          | 13,8          | 13,1          | 10,3          | 12            | 9,5           | 8,9           | 11            | 11,3          | 124,8         |
| Вологість повітря, %    | 81.8          | 78.4          | 73.7          | 71.6          | 73            | 73.3          | 71.3          | 74.2          | 78.9          | 83.2          | 82.1          | 82.5          | 77            |
| ----------------------- | ------------- | ------------- | ------------- | ------------- | ------------- | ------------- | ------------- | ------------- | ------------- | ------------- | ------------- | ------------- | ------------- |
| Джерело: Weatherbase    |               |               |               |               |               |               |               |               |               |               |               |               |               |

## Демографія
Відповідно до даних Федерального статистичного управління (Office fédéral de la statistique) з містечка Невшатель, станом на грудень 2013 року в Монтре було 25 969 жителів.
За даними 2000 року, 74,4 % розмовляли французькою, 6,2 % — німецькою та 4,0 % — італійською мовою, 9 осіб говорили ретороманською.

## Культура

### Музеї
Queen студія  присвячена британському рок-гурту Queen.

### Архітектура
- Готель «Палац Монтре» (Fairmont Le Montreux Palace)
- Залізничний вокзал
- «Вежа зі слонової кістки», побудований у 1969 році 29-поверховий будинок
- «Конгрес-центр», відомий з 2006 року як 2m2c (Montreux Music & Convention Centre)
- «Замок Шатляр» (Château du Châtelard)
- «Крітський замок» (Château des Crêtes)
- Ансамбль «Резиденція Альп» (Hôtel des Alpes-Grand Hôtel) у Territet
- «Палац Ко» (Caux-Palace) — готель і школа готельного бізнесу, розташовані в містечку Ко за 1,5 км від Монтре, традиційне місце проведення конференцій і семінарів Фундацією «Ініціативи змін»
- «Замок Шийон» (Château de Chillon) за 3 км від Монтре, між містечками Вейто та Вільньов
- Пам'ятник Фредді Мерк'юрі

## Галерея

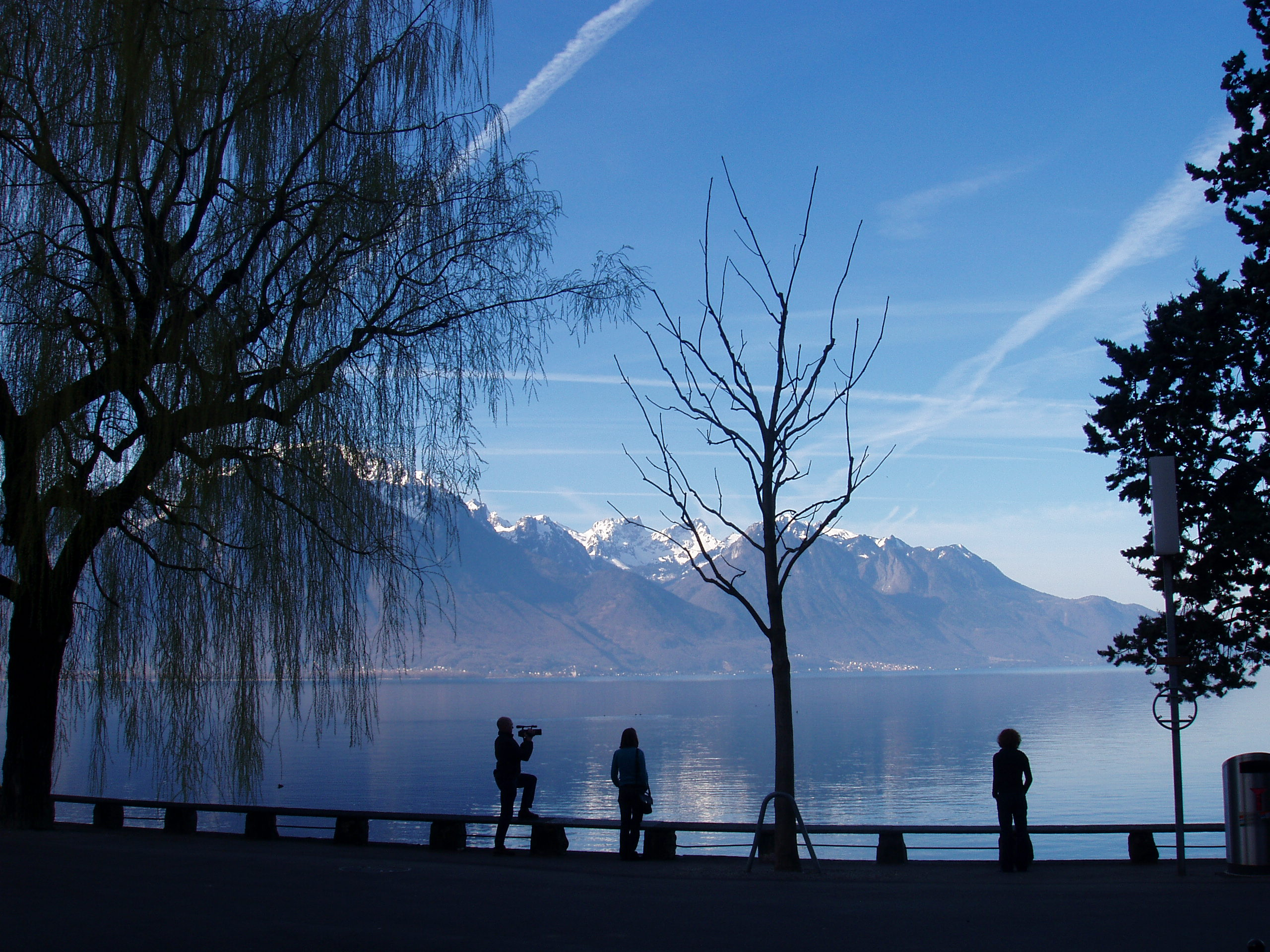
Краєвид Женевського озера з Монтре
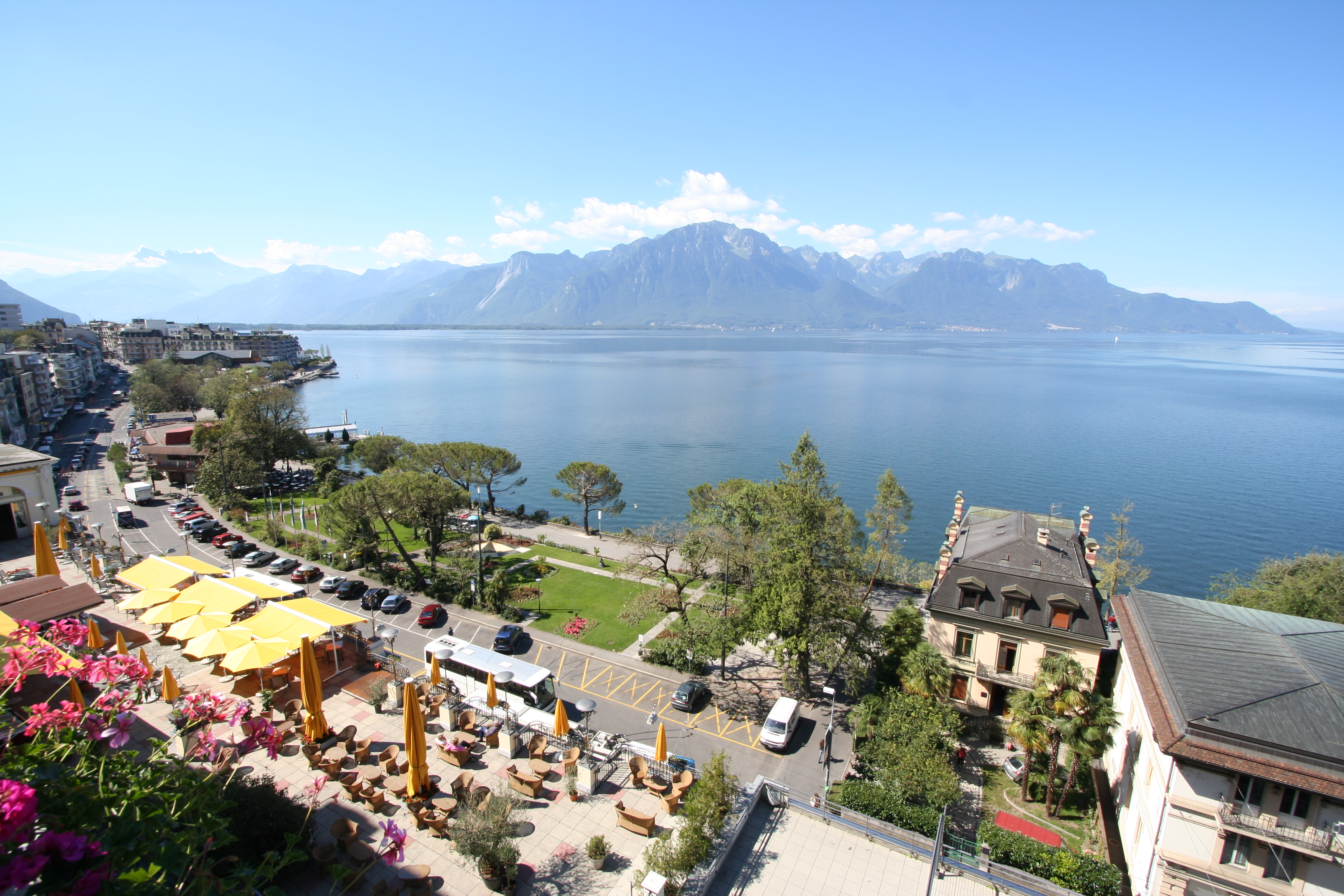
Краєвид на французький берег Женевського озера
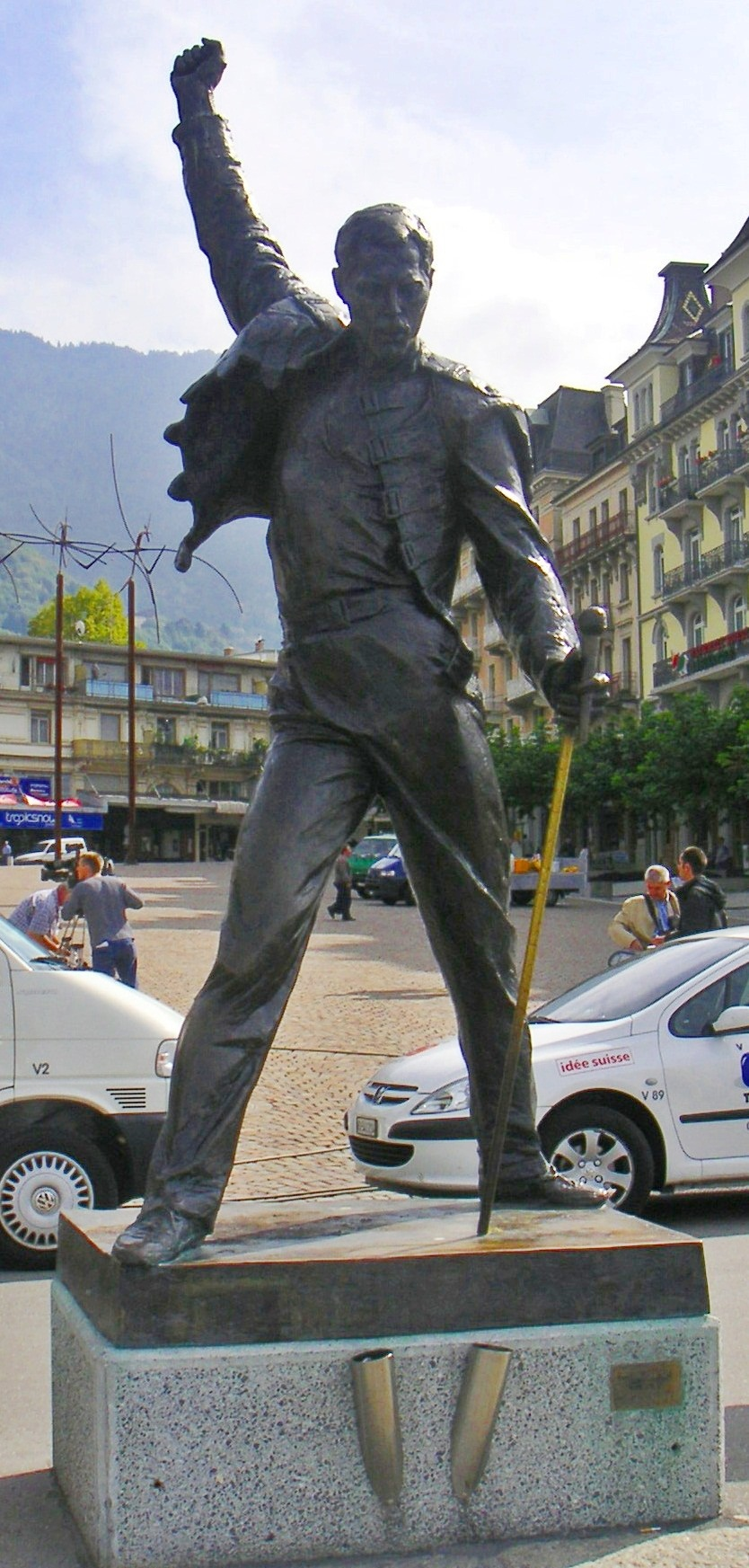
Пам'ятник співаку Фредді Мерк'юрі
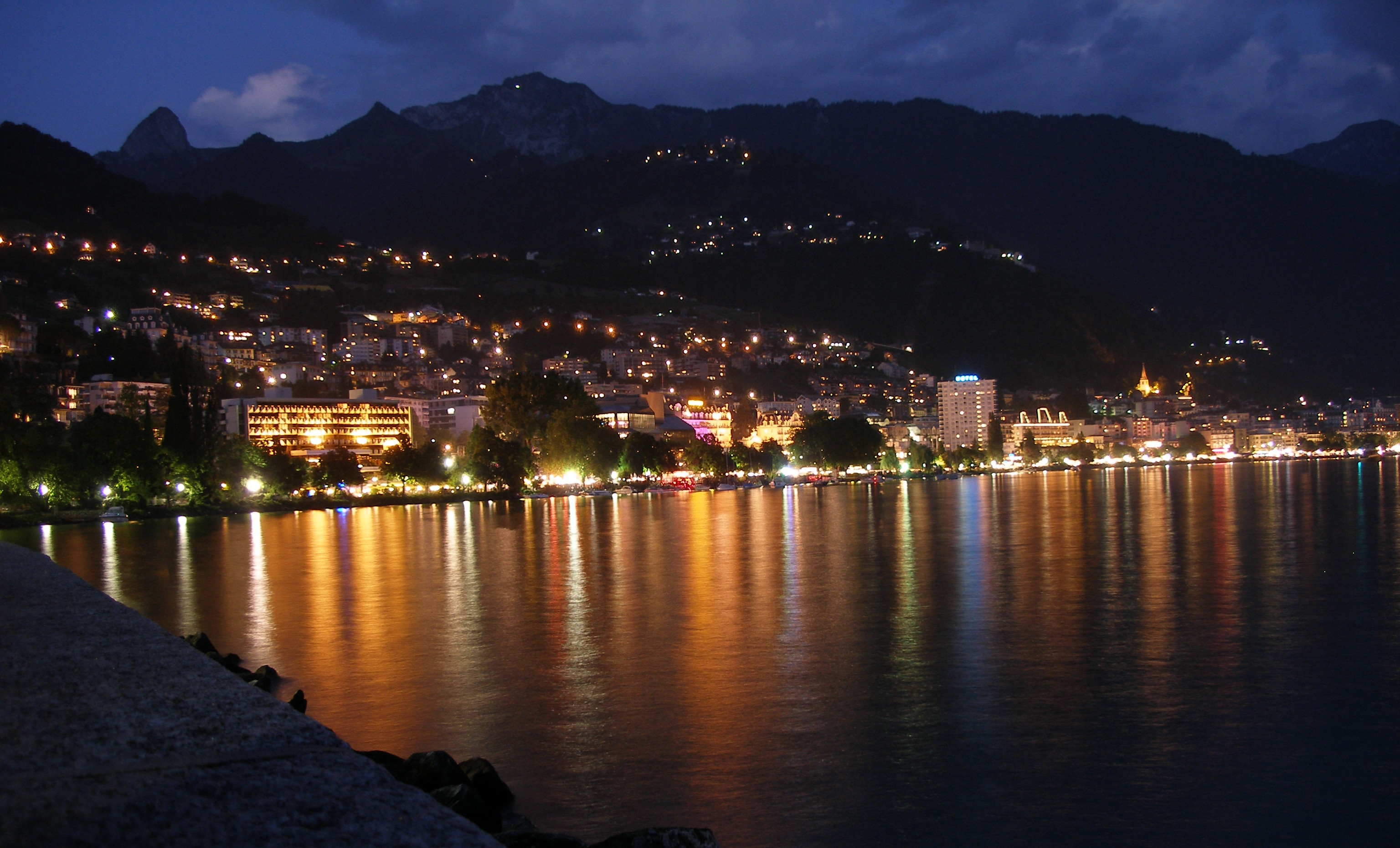
Монтре́ вночі